# Diogo Silvestre Bittencourt
Diogo Silvestre Bittencourt, mais conhecido como Diogo (Paranavaí, 30 de dezembro de 1989), é um ex-futebolista brasileiro que atuava como lateral-esquerdo.

## Carreira
Revelado pelo São Paulo, foi convocado para disputar o Campeonato Sul-Americano Sub-20 pela Seleção Brasileira, em 2009. Em 2010, entrou na justiça para se desvincular do São Paulo Após ter seu pedido negado pela justiça, foi emprestado para Goiás e Anderlecht.
Em 2013, rescindiu com o São Paulo e acertou com o Braga, de Portugal, onde não teve muitas chances. No mesmo ano, acertou com o Feirense, onde conseguiu jogar com regularidade.
Em 2014, retornou a América do Sul para jogar no Peñarol, onde disputou 47 jogos e marcou 3 gols, sendo campeão uruguaio em 2015–16. Em agosto de 2016, acertou sua saída do Peñarol.
Em 19 de agosto de 2016, acertou com o Estudiantes, da Argentina. Para a temporada 2017, acertou com o Danubio.

## Títulos
Peñarol
- Campeonato Uruguaio: 2015–16

Seleção Brasileira
- Copa Sendai: 2008